# SAIMAN 202
SAIMAN 202 je talijanski dvosjed jednokrilac koji je tijekom 1930. – tih izrađivan u aviotvrtki "Società Industrie Meccaniche Aeronautiche Naval" (SAIMAN).

## Razvoj
Dizajniran kao odgovor na zahtjev tadašnjeg talijanskog ministarstva zrakoplovstva za kabinskim jednokrilcem, prototip SAIMAN 202 (registracije I-BOTT) prvi put je poletio početkom 1938. godine. Avion je bio slobodno noseći niskokrilac s konvencionalnim podvozjem. Pokretao ga je de Havilland Gipsy Major motor od 120 KS (74kW) ugrađen u nosu aviona. Zatvorena kabina imala je dva sjedala, jedan pored drugog. Prvi proizvodni avioni SAIMAN 202bis bili su namijenjeni za civilnu obuku u talijanskim školama letenja. 
Dok je 202bis imao tek manje promjene u kabini, sljedeća inačica 202/I doživila je veliki redizajn u konstrukciji trupa i drugačijem razmještaju repnih površina. 
Za natjecanje u zračnoj utrci 1939. godine izrađena su dva posebna aviona: 202 RL s Alfa Romeo 110 motorom (koji je tada postao dio standardne opreme za proizvodnju civilnih aviona) i 204 R s produženom kabinom s četiri sjedala i dužim nosnim dijelom u kojeg je ugrađivan Alfa Romeo 115 motor.

## Inačice
- SAIMAN 202 – prototip s de Havilland Gipsy Major motorom od 120 KS (74kW).
- SAIMAN 202bis  –civilni avion.
- SAIMAN 202/I – poboljšana inačica.
- SAIMAN 202 RL – posebna inačica izrađena za zračnu utrku.
- SAIMAN 202M – vojna inačica. Izrađeno je 365 aviona.
- SAIMAN 202 R–jedan izrađeni avion s četiri sjedala izrađen za zračnu utrku.

## Korisnici
Zrakoplovstvo NDH
- Italija

Italian Co-Belligerent Air Force  (Aviazione Cobelligerante Italiana)
Regia Aeronautica

## Tehničke karakteristike
Izvori podataka: 
Osnovne karakteristike
- posada: 2
- dužina: 7,65 m
- raspon krila: 10,66 m
- površina krila: 17,66 m2
- visina: 1,91 m

Letne karakteristike
- najveća brzina: 220 km/h
- dolet: 600 km
- najveća visina leta: 5.050 m
- motor: 1 × Alfa Romeo 110 I linijski motor